# Astragalus josephi
Astragalus josephi es una especie de planta del género Astragalus, de la familia de las leguminosas, orden Fabales.

## Distribución
Astragalus josephi se distribuye por China y el Tíbet.

## Taxonomía
Fue descrita científicamente por E.Peter. Fue publicada en Acta Horti Gothob. 12: 43 (1938).